# ایتالیا در المپیک تابستانی ۱۹۸۰
ایتالیا در بازی‌های المپیک تابستانی ۱۹۸۰ که در شهر مسکو اتحاد جماهیر شوروی برگزار شد، کاروان ایتالیا با ۱۵۹ ورزشکار در این رقابت‌ها شرکت کرد و موفق به کسب ۱۵ مدال (۸ طلا، ۳ نقره، ۴ برنز) شد. در جدول رتبه‌بندی توزیع مدال‌ها، ایتالیا در ردهٔ ۵ مسابقات قرار گرفت.